# 中度干扰假说

该图显示了中度干扰假说的原理：
I. 低度干扰下，物种丰富度因竞争排斥的增加而降低；
II. 中度干扰下，在演替早期和晚期都茁壮成长的物种可以共存，多样性最大化；
III. 高度干扰下，由于物种移动的增加，物种丰富度会降低。

中度干扰假说（英語：intermediate disturbance hypothesis，IDH）认为，当生态干扰不多也不少时，当地物种多样性能够最大化。低度干扰下，更具竞争力的生物将在竞争中令从属物种绝灭，并主导生态系统。高度干扰下，由于频繁的森林火灾或森林砍伐等人类影响，所有物种都有绝灭的危险。中度干扰假说因此认为，多样性在中度的干扰下会最大化，因为在演替早期和晚期都茁壮成长的物种可以共存。中度干扰假说是描述干扰与物种多样性之间的关系的非平衡模型。该假说基于以下几个前提：首先，干扰对区域内的物种丰富度有重大影响；其次，种间竞争是由于一个物种驱使竞争对手灭绝，并在生态系统中占主导地位；第三，适度干扰能遏制种间竞争。
该假设对术语“中度”和“干扰”的定义模糊。一次干扰是否算是“中度”干扰，实质上取决于给定系统内的先前干扰的历史，以及被评估的干扰成分（即干扰的频率、程度、强度或持续时间）。
干扰会破坏稳定的生态系统和物种的栖息地。其后，物种迁入到被清空的区域。一个区域被清空后，物种丰富度会逐渐增加，竞争会再次发生。干扰消除后，物种丰富度会随着竞争排斥的增加而减少。竞争排除原则解释了竞争相同资源的物种为何不能在同一生态位共存。每个物种以自己的方式处理来自干扰的变化；因此，IDH可以说是“描述宽泛，细节丰富”。广义的IDH模型可以分解为更小的部分，包括空间内斑块内尺度、空间斑块间尺度和纯时间模型。该理论中的每个部分都对栖息地干扰下物种的共存给出了类似的解释。Joseph H. Connell提出，相对低度的干扰会导致多样性下降，而较高度的干扰会导致物种运动的增加。从这些关系出发可提出假设：中度的干扰水平在生态系统内是最佳值。当K选择和r选择的物种可以生活在同一区域时，物种丰富度就能最大化。两种物种之间的主要区别在于它们的生长和繁殖速度。这些特征是由于它们在干扰程度低/高的栖息地中成长。K选择的物种通常表现出更具竞争性的性状。它们的资源主要投入于成长，使其能长期主导着稳定生态系统；非洲象是K选择物种之一例，牠們的世代时间长、繁殖率低，因而有易灭绝的危险。相比之下，r选择的物种容易迅速在开阔地区定殖，并且可以主导刚刚被干扰清空的景观。藻类是典型的r选择例子。基于这两个例子迥异的特征，适度干扰的区域允许r和K物种居住在同一区域中并因此受益。因此，生态效应对种间关系的影响得到了中度干扰假设的支持。